# Національна комісія з радіаційного захисту населення України
Національна комісія з радіаційного захисту населення України (НКРЗУ) є «постійно діючим вищим незалежним колегіальним науково-експертним дорадчо-консультативним органом з питань протирадіаційного захисту та радіаційної безпеки населення України».
Головною метою діяльності НКРЗУ є визначення загальних принципів та критеріїв протирадіаційного захисту життя і здоров'я людини від негативного впливу іонізуючих випромінювань.
У своїй діяльності НКРЗУ керується Конституцією України, актами Президента України і Кабінету Міністрів України, Концепцією радіаційного захисту населення України у зв’язку з Чорнобильською катастрофою, законами України, іншими нормативно-правовими актами та Положенням про НКРЗУ.
Окрім того, у своїй діяльності НКРЗУ спирається на рекомендації та висновки міжнародних організацій, членом яких є Україна та/або з якими вона має угоди про співробітництво з питань оцінки впливу дії іонізуючого випромінювання на здоров'я людини та з питань протирадіаційного захисту населення.
В рамках визначених повноважень і компетенції НКРЗУ:
- Бере участь у розробленні та формуванні національної політики з питань державного регулювання ядерної та радіаційної безпеки, поводження з радіоактивними матеріалами (речовинами) та радіоактивними відходами, у розробленні та запровадженні в Україні основних концепцій, принципів, норм, правил, стандартів та заходів протирадіаційного захисту людини, рекомендацій щодо зменшення впливу на здоров'я населення України радіаційного фактора та економічних і соціальних наслідків дії іонізуючого випромінювання, а також у формуванні системи правових, соціально-економічних і організаційних заходів,спрямованих на забезпечення протирадіаційного захисту та охорони життя та здоров'я населення України.

- Розробляє основні напрями і шляхи комплексного вирішення науково-технічних, економічних і соціальних проблем у сфері протирадіаційного захисту.

- Погоджує науково обґрунтовані допустимі рівні (норми) радіоактивного забруднення навколишнього природного середовища, вмісту радіоактивних речовин у продуктах харчування і сільськогосподарській продукції, повітрі, ґрунті, воді, а також заходи щодо обмеження впливу на людину природного, промислового, медичного та побутового опромінення.

- Визначає критерії встановлення зон радіоактивно забруднених територій та розробляє пропозиції щодо заходів протирадіаційного захисту населення, персоналу, навколишнього природного середовища в цих місцевостях.

- Здійснює науково-експертний аналіз проектів законодавчих актів, інших нормативно-правових актів у сфері забезпечення протирадіаційного захисту населення та радіаційної безпеки, експертизу планів будівництва підприємств атомної енергетики, підприємств, що використовують джерела іонізуючого випромінювання та об'єктів поводження з радіоактивними відходами, програм використання відпрацьованих ядерного палива і джерел іонізуючого випромінювання та їх захоронення, бере участь в екологічній експертизі цих об'єктів.

- Надає рекомендації щодо основних напрямів дій при радіаційних аваріях, нормативно-методичної документації з питань подолання наслідків радіаційних аварій.

- Бере участь у створенні систем управління базами даних з норм радіаційної безпеки, радіаційно-екологічної ситуації в Україні, рівнів опромінення, стану здоров'я населення та персоналу, який зайнятий у сфері використання ядерної енергії.

## Історія
Національна комісія з радіаційного захисту населення України була створена Постановою Верховної Ради України відповідно до Декларації про державний суверенітет України з метою забезпечення науково обґрунтованого підходу до вирішення проблем радіаційного захисту населення з урахуванням регіональних особливостей республіки, розширення участі у міжнародному співробітництві з цих питань. Постановами Президії Верховної Ради України було затверджено Тимчасове положення про Комісію та її персональний склад. Розпорядженням Кабінету Міністрів України були визначені структура, штати та матеріально-технічне забезпечення НКРЗУ.
Першим Головою Комісії Верховна Рада обрала видатного вченого, академіка Національної академії наук, доктора біологічних наук, професора Гродзинського Дмитра Михайловича.
Верховна Рада України своєю постановою затвердила постійне Положення про НКРЗУ, а постановою новий склад НКРЗУ в кількості 30 осіб, серед яких 8 академіків та членів-кореспондентів НАН та НАМН України, 20 докторів наук.
У квітні 2009 року Верховна Рада України визначила свої повноваження у сфері радіаційного захисту населення, доповнивши Закон України статтею 8-1, згідно з якою Положення та персональний склад НКРЗУ затверджується Верховною Радою України. На виконання цієї норми Закону у 2009 році Верховна Рада України затверджує нове Положення про Комісію. Цією ж Постановою Головою Комісії затверджений Скубенко Володимир Петрович.
Постановою Верховної Ради України затверджено новий склад в кількості 45 осіб, серед яких 11 академіків і 6 членів-кореспондентів національних академій наук України, а також 38 докторів наук та 5 кандидатів наук.
Постановою Верховної Ради України затверджено оновлений склад в кількості 25 осіб. Головою Комісії затверджений Копиленко Олександр Любимович.

## Структура Комісії
На засіданні Комісії 15 квітня 2010 року були створені комітети (робочі органи) та затверджений їх персональний склад. На засіданні Комісії 28 жовтня 2020 року було оновлено персональний склад та голови комітетів.
| Комітет | Назва комітету | Голова комітету |
| I       | Комітет комплексного аналізу безпеки ядерних і радіаційних технологій | Носовський Анатолій Володимирович, член-кореспондент Національної академії наук України, директор Інституту проблем безпеки АЕС Національної академії наук України                                                    |
| II      | Комітет комплексного аналізу впливів іонізуючого опромінення природного і техногенного походження на людини і біоту                                                                            | Блюм Ярослав Борисович, академік Національної академії наук України, директор Державної установи «Інститут харчової біотехнології та геноміки Національної академії наук України»                                     |
| III     | Комітет комплексного аналізу проблем, пов’язаних з ліквідацією наслідків Чорнобильської катастрофи                                                                                             | Сушко Віктор Олександрович, доктор медичних наук, професор, перший заступник генерального директора Державної установи «Національний науковий центр радіаційної медицини Національної академії медичних наук України» |
| IV      | Комітет комплексного аналізу безпеки поводження з радіаційними відходами та відпрацьованим ядерним паливом                                                                                     | Долін Віктор Володимирович, доктор геологічних наук, професор, заступник директора Державної установи «Інститут геохімії навколишнього середовища Національної академії наук України»                                 |
| V       | Комітет комплексного аналізу проектів законодавчих ініціатив, нормативно-правових актів та адаптації на території України міжнародних норм і стандартів у сфері ядерної та радіаційної безпеки | Борисюк Михайло Миколайович, керівник секретаріату Комітету Верховної Ради України з питань екологічної політики та природокористування, кандидат сільськогосподарських наук із спеціальності екологія                |